# Thierry Depaulis
Pour les articles homonymes, voir Depaulis.
 (avril 2020).
Si vous disposez d'ouvrages ou d'articles de référence ou si vous connaissez des sites web de qualité traitant du thème abordé ici, merci de compléter l'article en donnant les références utiles à sa vérifiabilité et en les liant à la section « Notes et références ».
Thierry Depaulis, né en 1949 à Bordeaux (France), est un historien indépendant des jeux et spécialement des cartes à jouer et des jeux de cartes, président de l'International Playing-Card Society, président de l'association Le Vieux Papier, membre du conseil d'administration de la fondation du Musée Suisse du Jeu.
Il a publié nombre d'articles et d'ouvrages dans le domaine des jeux et des cartes à jouer et a collaboré à la revue Jeux et Stratégie pendant plusieurs années.
Depuis 2016, il collabore avec le groupe ENCCRE.
Le 14 novembre 2020, le Festival Dau de la ville de Barcelone lui a décerné son prix annuel d’une vie consacré à l’étude des jeux (« Premi especial 2020 a una vida dedicada al joc »).

## Publications
- Tarot, jeu et magie, Bibliothèque Nationale, 1984  (ISBN 2717716998)
- Jeux de hasard sur papier: les "loteries" de salon, Le Vieux Papier, 1987
- "Ombre et lumière. Un peu de lumière sur l'hombre", dans The Playing-Card, XV-4, XVI-1, XVI-2, 1987
- Les cartes de la Révolution: cartes à jouer et propagande (catalogue d'exposition), Issy-les-Moulineaux, Musée Français de la Carte à Jouer, 1989
- Les cartes à jouer au "portrait de Paris" avant 1701, Le Vieux Papier, 1991
- Les loix du jeu : bibliographie de la littérature technique de jeux de cartes en français avant 1800. Suivie d'un supplément couvrant les années 1800-1850, Paris, Cymbalum Mundi, 1994
- 'Storia dei tarocchi liguri-piemontesi', dans Antichi tarocchi liguri-piemontesi, avec Giordano Berti et Marisa Chiesa, Torino, 1995,  (ISBN 8886131291)
- A Wicked Pack of Cards: The Origins of the Occult Tarot, Londres, Duckworth, 1996 (avec Ronald Decker et Sir Michael Dummett)  (ISBN 0312162944)
- Histoire du bridge, Paris, Bornemann, 1997  (ISBN 2851825607)
- Les jeux de hasard en Savoie-Piémont sous l'Ancien Régime, dans Études Savoisiennes, 4, 1995
- Inca dice and board games, dans Board Games Studies, 1, 1998
- Le livre du jeu de dames, Paris, Bornemann, 1999 (avec Philippe Jeanneret),  (ISBN 2851825984)
- différents articles sur les divers aspects des jeux dans l' Encyclopædia Universalis, 1999
- La plus ancienne représentation datée de joueurs de dames (1492), dans Board Game Studies, 7, 2004 (avec Jean Simonata)
- Cartes et cartiers dans les anciens États de Savoie (1400-1860), North Walsham, International Playing-Card Society, 2005 (IPCS Papers, 4)
- Petite histoire du poker. Paris, Editions Pole / Cymbalum Mundi, 2008  (ISBN 2848840897)
- De Lisboa a Macáçar : um capítulo desconhecido das cartas portuguesas na Ásia / De Lisbonne à Macassar : un chapitre méconnu des cartes portugaises en Asie, Lisbonne, Apenas, 2008 (Bisca Lambida, 10)
- Temps nouveaux, jeux nouveaux (ainsi qu'une quarantaine de notices, écrites ou coécrites), dans Ève Netchine (dir.), Jeux de princes, jeux de vilains, Paris, Bibliothèque nationale de France / Le Seuil, 2009  (ISBN 2020997509)
- Explaining the Tarot : two Italian Renaissance essays on the meaning of the Tarot pack (avec Ross Caldwell et Marco Ponzi), Oxford : Maproom, 2010
- Le Tarot révélé : une histoire du tarot d’après les documents, La Tour-de-Peilz : Musée Suisse du Jeu, 2013  (ISBN 9782883750135)
- (direction) Tarots enluminés, chefs-d’œuvre de la Renaissance italienne, Issy-les-Moulineaux, Musée Français de la Carte à Jouer ; Paris, Liénart, 2021 (catalogue d’exposition)  (ISBN 9782359063288)
- « Manoury, les dames à la polonoise et les cafés parisiens, deuxième moitié du XVIIIe siècle », in Ludica: Annali di storia e civiltà del gioco, vol. 26, Fondazione Benetton Studi Ricerche, 2020 (ISBN 9788833137377), p. 69-81
- « Sur la piste de Manoury (2e partie) Manoury démasqué… », p. 4, in Le jeu de dames, vol. 8, FFJD, oct-nov-déc. 2021, 32 p. (ISSN 2644-9382)
- The Cardmakers of Alsace 1441-1870, The International Playing-Card Society, 2023 (IPCS Library n° 9)